# Trenton (Tennessee)
Trenton – miasto w Stanach Zjednoczonych, w stanie Tennessee, w hrabstwie Gibson.